# Birao
Birao  este un oraș  în partea de nord a Republicii Centrafricane. Este reședința prefecturii  Vakaga. În urma luptelor între rebeli și trupele guvernamentale din martie 2007, orașul a fost distrus aproape în întregime, iar 90-95% din populație a părăsit așezarea.